# Uhlandschule Tettnang
Die Uhlandschule ist eine Förderschule in der baden-württembergischen Stadt Tettnang im Bodenseekreis, an der heute 76 Schüler und Schülerinnen von der 1. (Diagnoseklasse) bis zur 9. Klasse unterrichtet werden.

## Geschichte
Das heute – gemeinsam mit der durch einen Verbindungsgang angeschlossenen Jahn-Sporthalle – unter Denkmalschutz stehende Gebäude wurde vom damaligen Stadtbaumeister Hermann Wenzler geplant und am 24. Oktober 1913 eingeweiht. Geplant war es für anfänglich acht Volksschulklassen sowie die seit 1816 bestehende Lateinschule und die 1845 gegründete Realschule.
Im baden-württembergischen Denkmalbuch wird die Schule als „bezeichnendes Beispiel für eine Architektur“ genannt, weil sie zwar in der Zeit des Jugendstils entstand, „aber dessen reine Ausprägung mit barocken Elementen (…) und bestimmten Bauformen umgeht“.
Über der rund 35 Meter breiten und 18 Meter tiefen Freitreppe und dem dreibogigen Portal zeigen die Bogenschlusssteine das Wappen der Familie Montfort (Kirchenfahne), das der Stadt Tettnang (Hund) und das Wappen Württembergs (Hirschstange).
Die Uhlandschule wurde nach dem Dichter und Politiker Ludwig Uhland (1787–1862) benannt.

## Schulleitung
Die Schulleitung untersteht seit dem Schuljahr 2005/06 Sonderschulrektor Otto Reichert, Sonderschulkonrektorin ist Frau Ursel Lau.
Das Kollegium umfasst etwa fünfzehn Lehrkräfte.

### Schulträger
Schulträger ist die Stadt Tettnang, eine Körperschaft des öffentlichen Rechts, vertreten durch deren Bürgermeister Bruno Walter.